# Cláudio Cardoso
Cláudio Cardoso (Belém, 1962 - Belém, 16 de maio de 2020), também conhecido como Seu Cardoso, foi um poeta, escritor e compositor brasileiro.

## Biografia
Nascido em Belém, Cláudio Cardoso de Andrade Costa publicou seu primeiro livro de forma artesanal; ao longo de sua vida, incentivou outros autores a publicarem de modo independente. Aos domingos, organizava a banca do Escritor Paraense, na Praça da República, que se tornou um ponto de encontro para escritores e apreciadores de literatura na capital paraense.
Em 2018, foi um dos fundadores da Academia Paraense de Literatura de Cordel (APLC), da qual foi o primeiro presidente, tendo então declarado que o objetivo da instituição era fazer com que a literatura de cordel fosse reconhecida como disciplina escolar. Também foi figura convidada para diversos eventos de cordel nortista.

## Vida pessoal
Foi casado e residiu no Bairro Cabanagem. Diabético, o escritor lutava contra a doença quando contraiu COVID-19, o que o levou a óbito.

## Obras publicadas
- "Simbiose"
- "Filha do Oriente"
- "Sina Nordestina"